# Teatro de la Abadía
Il Teatro de la Abadía è una fondazione teatrale spagnola. La sua sede è a Madrid, all'interno dell'antica chiesa della Sagrada Familia.
Il teatro de la Abadía, patrocinato dalla municipalità di Madrid e dal ministero della cultura spagnolo, venne inaugurato il 14 febbraio 1995: la fondazione, oltre alla rappresentazione di spettacoli, si pone come centro di cultura, scuola di recitazione, studio e creazione scenica della comunità di Madrid.
Lo spazio adibito alle rappresentazioni è diviso in due differenti ambienti: la sala Juan de la Cruz e la sala José Luis Alonso.
Dal 1999 è teatro membro dell'Unione dei Teatri d'Europa.